# Río Tunga
El  río Tunga (en canarés: ತುಂಗಾ ನದಿ)  es un corto río que discurre por el sur de la India, en el estado de Karnataka, una de las dos fuentes del río Tungabhadra,  a su vez uno de los principales afluentes del río Krishna, que acaba desaguando en el golfo de Bengala.

## Geografía

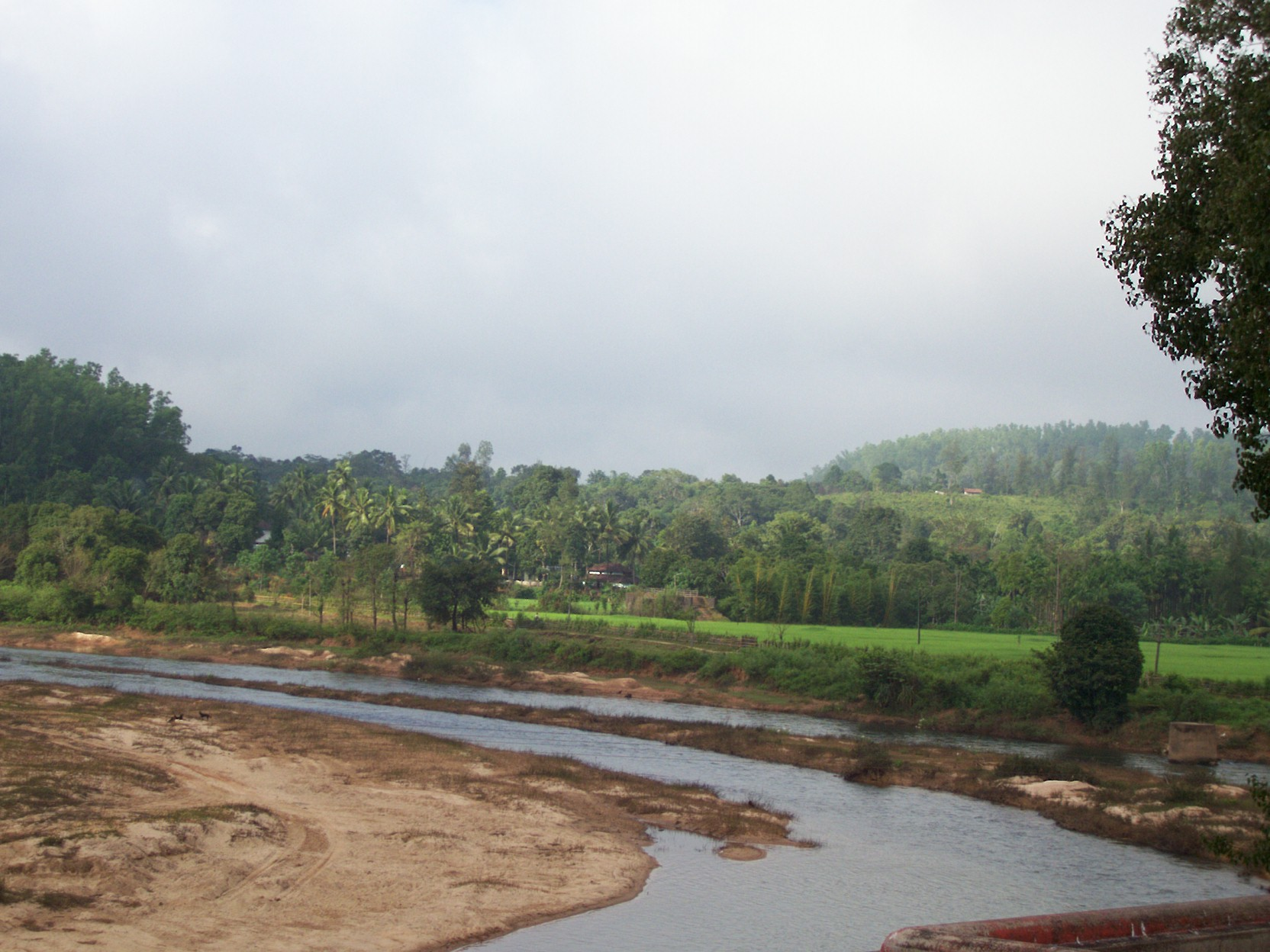
Vista del río en Sringeri

El río Tunga nace en las Ghats Occidentales sobre una colina conocida como Varaha Parvata en un lugar llamado Ganga Mula. Desde aquí, el río fluye por dos distritos en Karnataka - Chikmagalur y Shimoga. 
Tiene 147 kilómetros de longitud y combina sus aguas con el río Bhadra en Koodli, una pequeña ciudad cerca de la ciudad de Shimoga, en Karnataka. Dan al río el nombre compuesto de Tungabhadra en esta zona. El Tungabhadra fluye hacia el este y se combina con el río Krishna en Andhra Pradesh.
El río es famoso por el sabor dulce de su agua.
Tiene una presa construida a través de sus aguas en Gajanur, y una presa más grande ha sido construida a través del río Tungabhadra en Hospet. Shringeri, un centro religioso famoso, está sobre las orillas del Tunga.
- Datos: Q1458759
- Multimedia: Tunga River / Q1458759